# Danny Menting
Danny Menting (Groningen, 5 mei 1990) is een voormalig Nederlands profvoetballer.
Menting debuteerde op 16 augustus 2009 namens FC Groningen in de eredivisie tegen NAC Breda. Menting komt uit de jeugdopleiding van FC Groningen. Menting speelde tijdens drie wedstrijden in de hoofdmacht van deze club. Op 28 juni 2011 maakte FC Groningen bekend dat Menting werd verhuurd voor één seizoen aan SC Veendam. Veendam hoefde hier niks voor te betalen, aangezien de verhuur van deze speler onderdeel is van het kolonistenplan.
In het seizoen 2013/2014 speelde hij voor Hoofdklasser ACV uit Assen. In seizoen 2014/15 voor FC Emmen, maar keerde na een seizoen weer terug naar ACV. In het seizoen 2016/2017 speelde Danny Menting voor Sportclub Genemuiden.

## Statistieken
| Seizoen | Club                | Land      | Competitie     | Wedstrijden | Doelpunten |
| ------- | ------------------- | --------- | -------------- | ----------- | ---------- |
| 2009/10 | FC Groningen        | Nederland | Eredivisie     | 3           | 0          |
| 2010/11 | FC Groningen        | Nederland | Eredivisie     | 0           | 0          |
| 2011/12 | → SC Veendam (huur) | Nederland | Eerste divisie | 34          | 7          |
| 2012/13 | SC Veendam          | Nederland | Eerste divisie | 13          | 1          |
| 2014/15 | FC Emmen            | Nederland | Eerste divisie | 3           | 0          |
| Totaal  | Totaal              | Totaal    | Totaal         | 53          | 8          |